# Carolina Ache Batlle
Carolina Ache Batlle (Montevideo, 19 de noviembre de 1980) es una abogada y política uruguaya, perteneciente al Partido Colorado. Entre 2020 y 2022 se desempeñó como Subsecretaria de Relaciones Exteriores. y en el 2025 ha sido propuesta como Embajadora de Uruguay ante Portugal. 

## Biografía

### Educación
En 2005 se graduó como abogada de la Universidad Católica del Uruguay. Luego de graduarse obtuvo una maestría en Derecho Internacional en la Universidad de Bolonia. En 2007 realizó una tecnicatura en comercio exterior en el Instituto Técnico del Mercosur.

### Trayectoria
En 2006 realizó una pasantía curricular en la Comisión Europea en Milán. Entre el 2008 y 2010 trabajó en el Departamento Legal and Compliance del Banco Santander de Ginebra, Suiza.

## Ámbito político
Compitió por primera vez en las elecciones juveniles coloradas en 2007, y es convencional del partido desde ese año. Entre el 2015 y el 2019 integró el Comité Ejecutivo Nacional del Partido Colorado y ocupó el cargo de prosecretaria de Derechos Humanos del mismo. En las elecciones internas de 2014 participó como miembro de la agrupación Vamos Adelante, fundada un año antes.
En 2018 fue una miembro fundador de Ciudadanos, sector del Partido Colorado liderado por Ernesto Talvi. En 2019 fue reelecta como integrante del Comité Ejecutivo Nacional de su partido, y en las elecciones internas de ese año fue la mujer más votada del Partido Colorado. Para la segunda vuelta de las elecciones generales apoyó a la fórmula de Luis Lacalle Pou-Beatriz Argimón, como integrante de la Coalición Multicolor.
Una vez conocida la victoria de Lacalle, Ache fue nombrada Viceministra de Relaciones Exteriores por el presidente electo, el 16 de diciembre de 2019; acompañaría a Ernesto Talvi, quien fue designado Ministro. Asumió el 1 de marzo de 2020, convirtiéndose en la segunda mujer en desempeñar el cargo, tras Belela Herrera. En el mes de junio, Talvi sorprende a propios y extraños con el anuncio de su intención de abandonar el cargo de canciller, lo cual fue oficializado el 1 de julio. Tras muchas especulaciones, se anuncia que el embajador Francisco Bustillo reemplaza a Talvi al frente de la Cancillería. A pesar del cambio de ministro, Ache fue ratificada en su cargo por el presidente Lacalle Pou, el 6 de julio.
En diciembre de 2022 renunció debido a su vinculación con el caso Marset.
El jueves 7 de marzo de 2024 anunció su precandidatura a la presidencia de la República por el Partido Colorado.Con el sublema "Vamos con la justa", se posicionó como la quinta precandidata colorada más votada en las elecciones internas de 2024.

## Vida personal
Casada con Tomás Romay Buero (bisnieto de María Elvira Salvo), es madre de 2 hijos. Es nieta de Nasim Ache Echart y sobrina de Eduardo Ache; también es sobrina-nieta de Jorge Batlle, por tanto, integrante de la familia Batlle.